# Eduard Kim
Eduard Kim, född 28 juli 2005, är en kazakisk konstsimmare.

## Karriär
I juli 2023 vid VM i Fukuoka tog Kim brons i det tekniska soloprogrammet, vilket var Kazakstans första VM-medalj genom tiderna i konstsim. I februari 2024 vid VM i Doha tog han guld tillsammans med Nargiza Bolatova i det tekniska programmet för mixade par, vilket var Kazakstans första VM-guld genom tiderna i konstsim.